# Liste der Baudenkmäler in Issigau
Auf dieser Seite sind die Baudenkmäler in der oberfränkischen Gemeinde Issigau zusammengestellt. Diese Tabelle ist eine Teilliste der Liste der Baudenkmäler in Bayern. Grundlage ist die Bayerische Denkmalliste, die auf Basis des Bayerischen Denkmalschutzgesetzes vom 1. Oktober 1973 erstmals erstellt wurde und seither durch das Bayerische Landesamt für Denkmalpflege geführt wird. Die folgenden Angaben ersetzen nicht die rechtsverbindliche Auskunft der Denkmalschutzbehörde.

## Baudenkmäler nach Gemeindeteilen

### Issigau
| Lage                      | Objekt                                                  | Beschreibung                                                                       | Akten-Nr.             | Bild               |
| ------------------------- | ------------------------------------------------------- | ---------------------------------------------------------------------------------- | --------------------- | ------------------ |
| Altes Schloß 3 (Standort) | Ehemaliges Schloss                                      | Zweigeschossiger Walmdachbau, 16. Jahrhundert, 1750 erneuert                       | D-4-75-137-1 Wikidata | Ehemaliges Schloss |
| Kirchplatz 8 (Standort)   | Evangelisch-lutherische Pfarrkirche St. Simon und Judas | Saalbau mit eingezogenem Chor und Dachreiter, 15./16. Jahrhundert; mit Ausstattung | D-4-75-137-2 Wikidata | weitere Bilder     |

### Griesbach
| Lage                   | Objekt               | Beschreibung                                                                        | Akten-Nr.             | Bild           |
| ---------------------- | -------------------- | ----------------------------------------------------------------------------------- | --------------------- | -------------- |
| Griesbach 6 (Standort) | Ehemaliges Hammergut | Vierseithof, zweigeschossiges Wohnstallhaus mit Halbwalmdach, bezeichnet mit „1801“ | D-4-75-137-5 Wikidata | weitere Bilder |

### Reitzenstein
| Lage                                    | Objekt               | Beschreibung | Akten-Nr.             | Bild           |
| --------------------------------------- | -------------------- | --- | --------------------- | -------------- |
| Reitzenstein 7 (Standort)               | Gasthaus am Schloss  | Zweigeschossiger Halbwalmdachbau mit Risalitbildungen, Ende 18. Jahrhundert, über älterem Kern | D-4-75-137-8 Wikidata | weitere Bilder |
| Reitzenstein 71⁄12, 71⁄4, 12 (Standort) | Schloss Reitzenstein | Schlossbau, zweigeschossiger Mansarddachbau, 1740–65, Anbau eines dreigeschossigen Nordflügels und Turm über Eck sowie Umbau und Erweiterungen in Formen des französischen Neubarock, mit polygonalem Eingangsvorbau und rückwärtiger Terrasse mit zweigeschossigem Verandaquerhaus, von Robert von Reinhardt, um 1893/94; Hoftor, pfeilergerahmte Einfahrt mit zwei seitlichen Pforten, Kugelaufsätzen und schmiedeeisernem Tor, Sandstein, Ende 19. Jahrhundert; Pergola, massive Hofeinfassung über Eck, mit Nischen und rundbogigen Durchgängen, Ende 19. Jahrhundert; ehemaliges Verwalterhaus, sogenanntes Jägerhaus, eingeschossiger Halbwalmdachbau auf hoher Futtermauer, 18. Jahrhundert, Inneres erneuert; Schlossgarten, gen Südosten anschließende, lang gestreckte, baumbestandene Parkanlage im englischen Stil, um 1893/97; Terrassengarten, wohl Mitte 18. Jahrhundert als Barockgarten angelegt, Ende 19. Jahrhundert verändert. | D-4-75-137-7 Wikidata | weitere Bilder |

## Abgegangene Baudenkmäler
In diesem Abschnitt sind Objekte aufgeführt, die früher einmal in der Denkmalliste eingetragen waren, jetzt aber nicht mehr existieren, z. B. weil sie abgebrochen wurden. Aktennummern in diesem Abschnitt sind ehemalige, jetzt nicht mehr gültige Aktennummern.

| Lage                               | Objekt | Beschreibung                 | Akten-Nr.             | Bild |
| ---------------------------------- | ------ | ---------------------------- | --------------------- | ---- |
| Neuenmühle Neuenmühle 1 (Standort) | Mühle  | Walmdachbau, 18. Jahrhundert | D-4-75-137-6 Wikidata | BW   |